# Parinari curatellifolia
Parinari curatellifolia är en tvåhjärtbladig växtart som beskrevs av George Bentham och Jules Émile Planchon. Parinari curatellifolia ingår i släktet Parinari och familjen Chrysobalanaceae. Inga underarter finns listade i Catalogue of Life.

## Bildgalleri

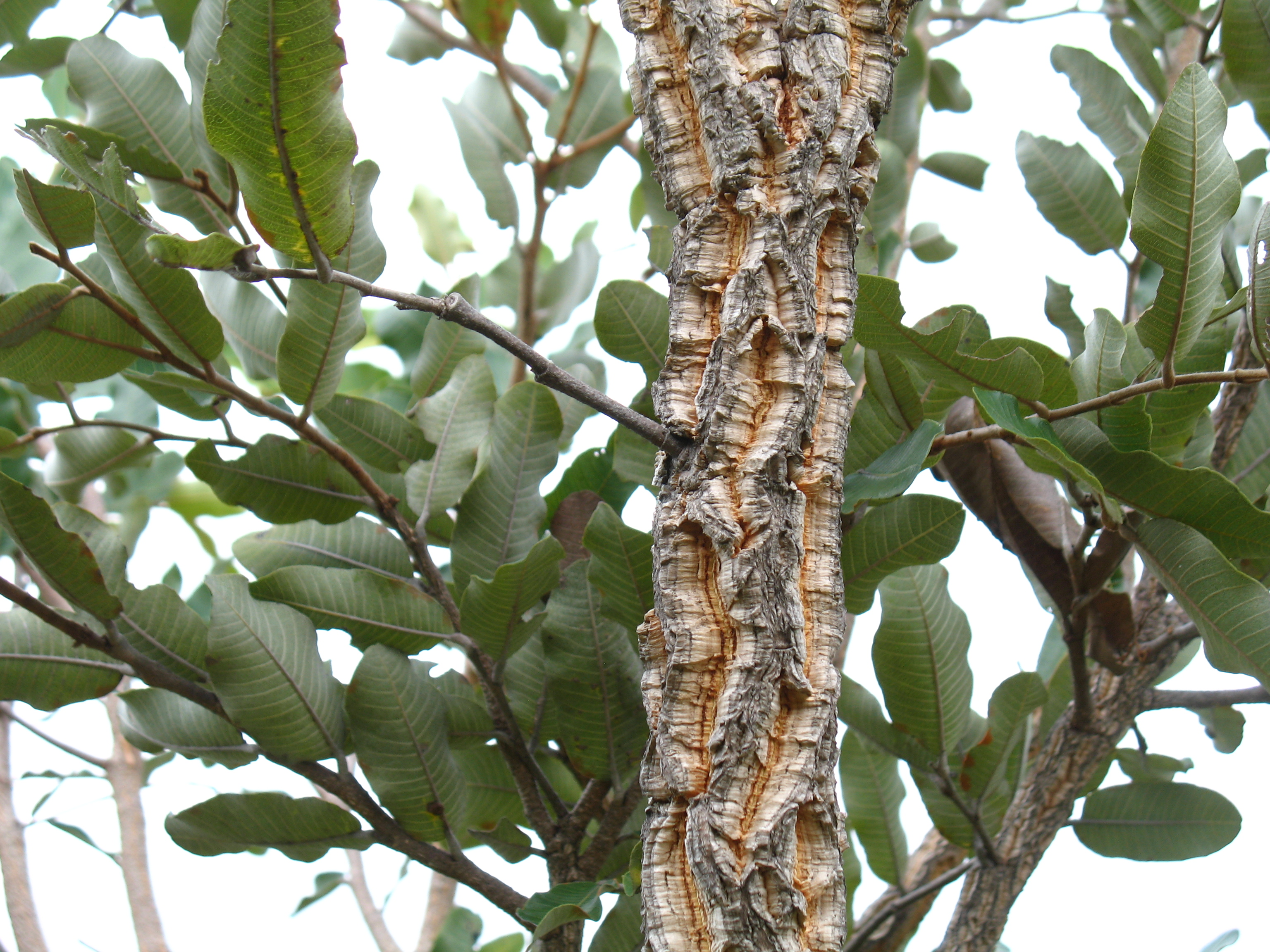
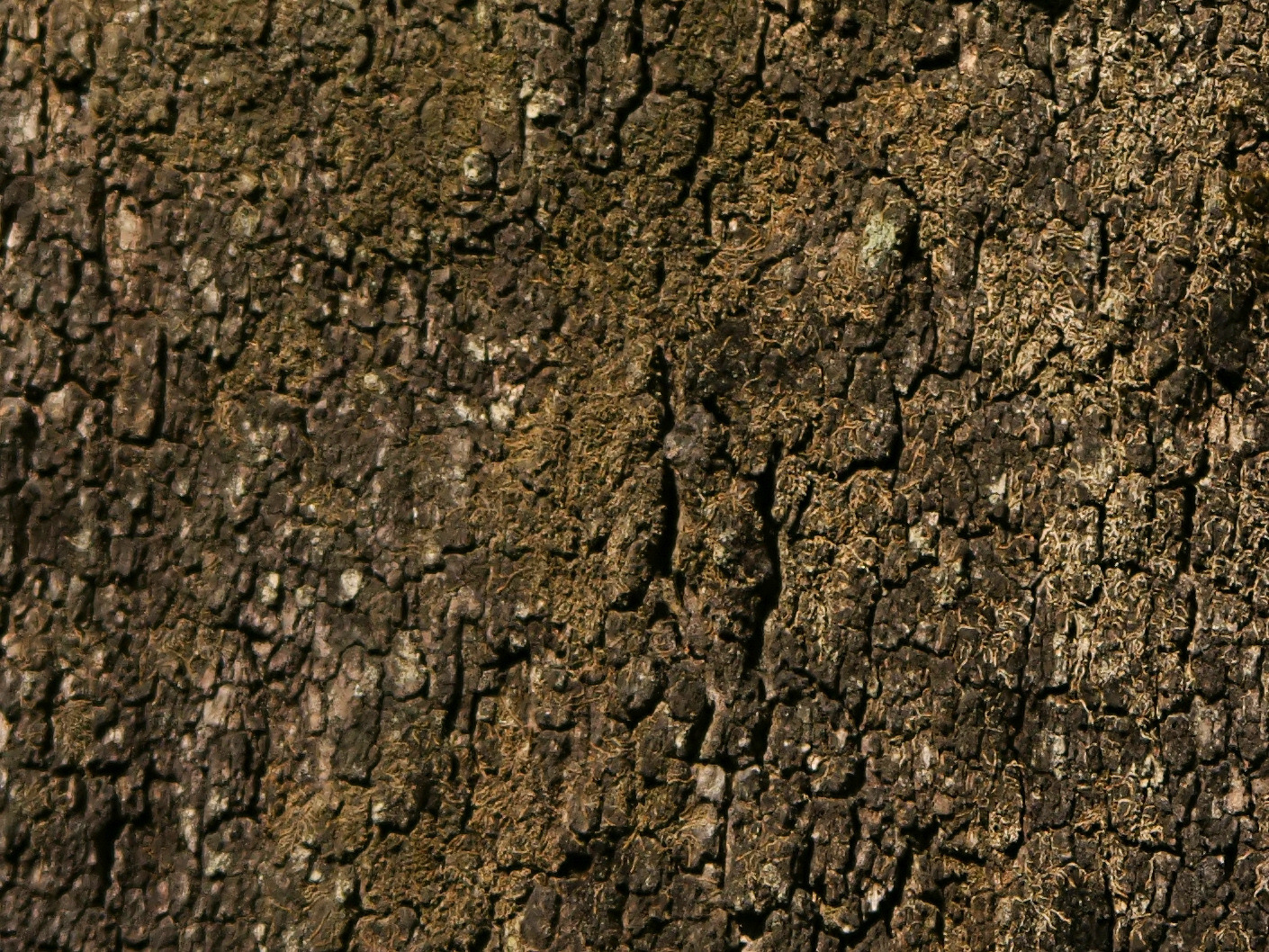